# بيدرو كنتريراس
بيدرو كنتريراس (بالإسبانية: Pedro Contreras) (مواليد 7 يناير 1972) هو لاعب كرة قدم. يلعب مع منتخب إسبانيا لكرة القدم. سبق له أن لعب في كأس العالم لكرة القدم مع منتخب بلاده.

## روابط خارجية
- بيدرو كنتريراس على موقع قاعدة بيانات كرة القدم.إي يو (الإنجليزية)
- بيدرو كنتريراس على موقع ناشيونال فوتبول تيمز (الإنجليزية)
- بيدرو كنتريراس على موقع كووورة